# Tomba di Ludovico Ariosto
La tomba di Ludovico Ariosto, che conserva le spoglie del poeta nato a Reggio Emilia nel 1474 e morto a Ferrara nel 1533, è collocata in una sala di palazzo Paradiso, sede della Biblioteca comunale Ariostea di Ferrara. Il monumento funebre fu eretto nel 1612 su disegno dell'architetto Giovan Battista Aleotti e trasferito nel palazzo di via delle Scienze nel 1801.

## Storia

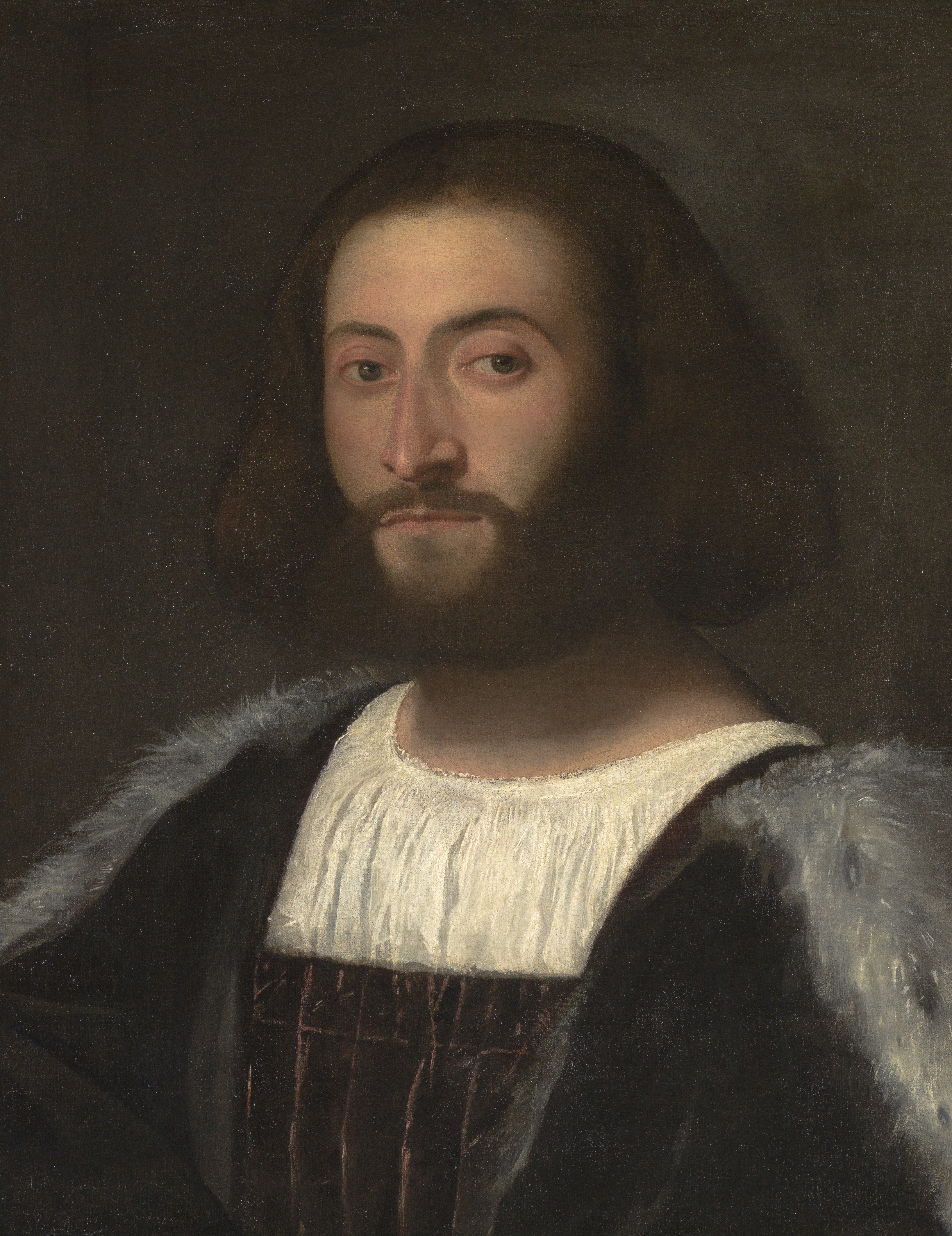
Ritratto dell'Ariosto, Tiziano, 1515.

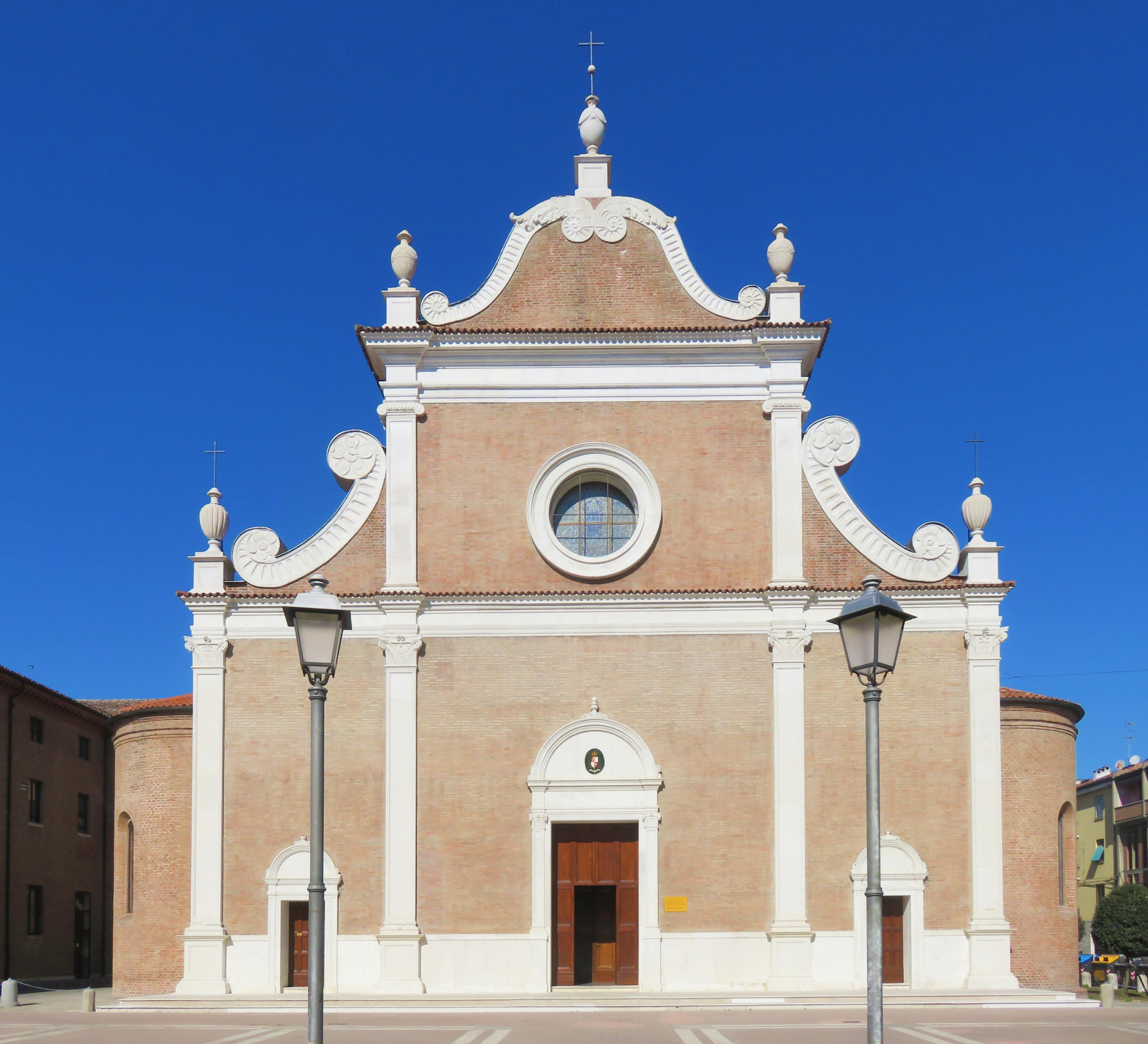
Chiesa di San Benedetto, luogo della prima sepoltura dell'Ariosto.

Ludovico Ariosto morì dopo lunga malattia nella sua casa di Ferrara nel pomeriggio del 6 giugno 1533 (VIII idus Iunii) all'età di cinquantotto anni, otto mesi e ventotto giorni. Nella notte il corpo fu trasportato da quattro uomini e con due sole torce alla chiesa vecchia di San Benedetto e sotterrato semplicemente, come da volontà dell'Ariosto, in una piccola stanza del monastero che portava al cimitero. Le spoglie del poeta rimasero in quel luogo per alcuni anni durante i quali vennero ultimati i lavori di ricostruzione dell'edificio religioso. La consacrazione del tempio rinnovato fu celebrata nel 1563 e da quel momento prima il fratello del poeta Gabriele e poi il figlio Virginio chiesero di traslarne i resti in luoghi più adatti alla fama del poeta, ma non ottennero soddisfazione.

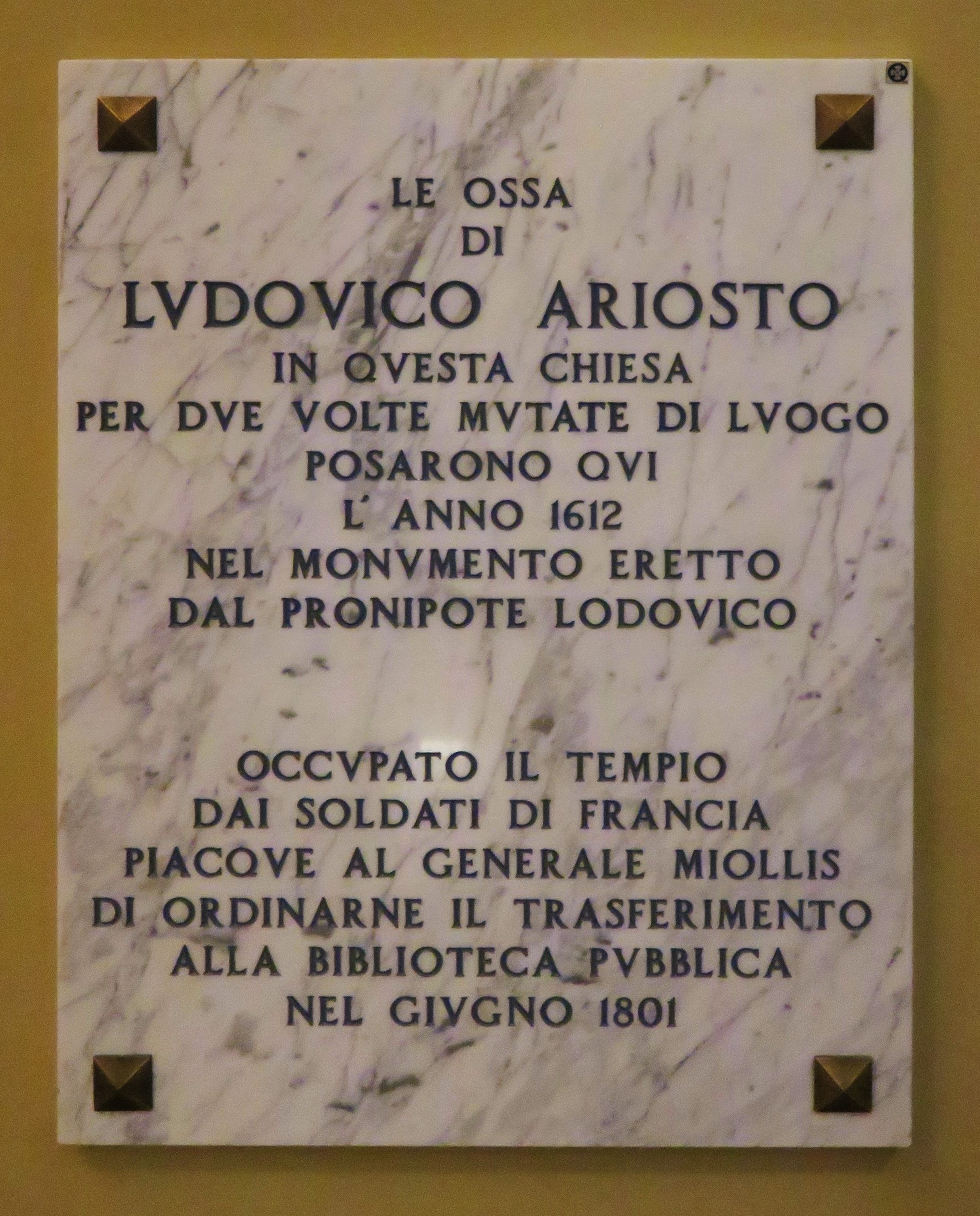
La lapide a ricordo della sepoltura di Ariosto nella chiesa di San Benedetto.

La tomba rimase quindi nella posizione originaria per quarant'anni, spesso visitata da poeti italiani e stranieri. Le pareti della piccola camera che l'ospitava vennero col tempo ricoperte di versi encomiastici graffiti a carbone e a matita. Alcuni furono ricopiati e catalogati dal rettore di San Gregorio, Alberto Cestarelli. che, insieme a Virginio, era stato al capezzale del poeta nel momento della morte. Da alcuni testi si ricava che anche il cardinale Ippolito d'Este avrebbe desiderato erigere una tomba più decorosa per l'Ariosto, ma anche quell'intento non ebbe seguito.
Alla morte del cardinale il gentiluomo ferrarese Agostino Mosti, in gioventù studente dell'Ariosto, si accollò interamente le spese per l'erezione di un monumento che fu completato nel 1573 e posto nella nuova chiesa di San Benedetto, nella cappella dedicata alla Natività di Gesù Cristo, a destra dell'altare maggiore. Il monumento sepolcrale era in marmo e ornato da una statua dell'Ariosto di grandi dimensioni. Il trasporto dei resti del poeta venne effettuato il 6 giugno 1573, in occasione del quarantesimo anniversario della sua morte, con una cerimonia solenne.
Nel 1612, passati altri quarant'anni circa, Lodovico Ariosti, figlio di Giulio e pronipote del poeta, volle innalzare un monumento ancora più ricco. Il disegno fu affidato all'architetto ferrarese Giovanni Battista Aleotti detto L'Argenta ed eseguito in marmo dallo scultore mantovano Alessandro Nani.
Il nuovo monumento, che costò oltre 500 scudi, utilizzò alcune parti del precedente e i resti del poeta vennero qui traslati quando la struttura fu posta a sinistra dell'altare maggiore, fuori dalla cappella del Santissimo Sacramento sempre nella chiesa di San Benedetto.

## Traslazione del 1801
Nel 1796 Ferrara venne invasa dall'esercito napoleonico e le truppe francesi presero il potere, sostituendo quello dello Stato Pontificio. La città entrò a far parte nel 1797 della Repubblica Cisalpina e in seguito del Regno d'Italia. Il generale francese Sextius Alexandre François de Miollis, che aveva permesso che la chiesa venisse profanata e utilizzata come ospedale militare, ordinò la traslazione del monumento funebre di Ariosto. Il 6 giugno 1801, anniversario della morte del poeta, il monumento ed i resti del poeta vennero trasferiti nella sede dello Studium (in seguito Biblioteca comunale Ariostea). Nessuna modifica venne operata ad eccezione di una nuova iscrizione in lingua latina datata 7 giugno, dettata dall'abate e bibliotecario pubblico Girolamo Baruffaldi. Questa è riportata sullo zoccolo del monumento a ricordo della traslazione, che viene ricordata così:
cineres . hvic . patriae . carissimos . ad d. benedicti . perdiv . conditos . atq . intra . basilicae . ambitvm . honoris cavsa . bis . traiectos . huc . tandem cvm . veteri . monvmento . omnis ordo . mvnicipvm . intulit . ad . vii. id. ivnias . anno . aerae . vvlg. m dccci
Intorno al monumento una decorazione rappresentante un grande panno verde sostenuto dai geni della poesia, opera del pittore bolognese Giuseppe Santi.

## Descrizione
Il monumento, sul basamento, ha quattro colonne con capitelli corinzi che reggono una cornice con al centro un piccolo frontone con inserito il busto in marmo bianco del poeta coronato d'alloro. Sotto è posta un'epigrafe in marmo nero con iscrizione in latino di Battista Guarini. Sulla cornice, in alto, sono poste ai lati due piccole statue in marmo raffiguranti La poesie eroica e La Gloria della Virtù, opera del Nani.
Il monumento ebbe notorietà da subito e fu visitato da chi voleva porgere omaggio al poeta. Nel 1738 vi fece sosta durante la sua tappa a Ferrara il duca di Baviera e futuro imperatore del Sacro Romano Impero Carlo VII e il 29 maggio 1769 fu visitato da Giuseppe II d'Asburgo-Lorena che dettò per l'occasione un epitaffio scolpito.